# Dahlia impérial
Espèce
Le dahlia impérial (Dahlia imperialis) est une espèce de plantes à fleurs de la famille des Asteraceae.
C'est un dahlia arborescent (section pseudodendron) originaire d'Amérique (du Mexique, en passant par le Guatemala en Amérique centrale, jusqu'en Colombie,).
Le dahlia impérial est une espèce à floraison automnale pouvant mesurer 8 à 10 mètres de haut dans sa région d'origine (2 à 4 m ailleurs).
SynonymesDahlia arborea, dahlia arborescent, dahlia en arbre, dahlia de Lehmann, dahlia bambou, dahlia géant, Georgine

## Habitat
C'est une plante des hauts plateaux et de montagnes d'Amérique centrale présente à des altitudes de 1,500-1,700 mètres

## Utilisation
C'est une plante ornementale utilisable en fond de massif ou en fleurs coupées. Les feuilles et tubercules (au goût d'artichaut ou de topinambour) sont utilisés comme complément alimentaire par certaines populations d'Amérique centrale.

## Description
Le dahlia impérial est une plante herbacée vivace à gros tubercules comestibles.
Elle a une croissance rapide depuis la base après une période de dormance hivernale. Son développement est fragile en raison de ses longues tiges creuses et de ses grandes feuilles opposées imparipennées à 7 folioles sensibles au vent, raison pour laquelle la plante est souvent tuteurée.
Les fleurs (capitules latéraux de couleur lavande ou violacé-rose) apparaissent en automne et mesurent de 75 à 150 mm de diamètre. La poussée de croissance automnale d'environ 30 fleurs est liée à la réduction des heures de lumière du jour et donne habituellement des fleurs de septembre jusqu'aux premiers gels.

## Culture
On plante le rhizome dans un sol riche et bien drainé à au moins 10 cm de profondeur pour le protéger du froid (la plante ne supporte pas les températures négatives). Dans les régions froides, protéger le pied en hiver avec un paillage ou déterrer les tubercules pour les conserver à l'abri du froid et de la lumière (collet vers le bas) entre 5 et 10 °C.
De préférence au plein soleil et à l'abri du vent même si la plante est tuteurée, le dahlia nécessite un arrosage régulier mais sans excès. On conseille de supprimer les fleurs fanées pour faciliter leur renouvellement.
La multiplication se fait par graines (chaque fleur en compte une centaine) ou par boutures d'environ 30 cm possédant au moins deux nœuds et disposées horizontalement dans le sol.
La plante peut être sujette au virus de la mosaïque du dahlia. Protéger des limaces et des escargots.